# Jan Śnioszek
Jan Śnioszek (ur. ?, zm. 8 grudnia 2021) – polski działacz państwowy i społeczny, nauczyciel, w latach 1987–1989 wicewojewoda pilski.

## Życiorys
Zawodowo pracował jako nauczyciel, był m.in. zastępcą dyrektora zespołu szkół w Ujściu. Należał do inicjatorów powołania Ujskiego Domu Kultury. Działał w Polskiej Zjednoczonej Partii Robotniczej, w latach 80. zajmował stanowisko sekretarza Komitetu Wojewódzkiego PZPR w Pile. Od 1987 do 1989 pełnił funkcję wicewojewody pilskiego. Wieloletni działacz Towarzystwa Pamięci Powstania Wielkopolskiego 1918/1919, w 1994 należał do założycieli pilskiego koła tej organizacji. W tym powstaniu uczestniczyli m.in. jego wuj i dziadek jego żony. Zajmował się także upamiętnieniem innych wydarzeń historycznych, m.in. walk o przełamanie Wału Pomorskiego.
18 grudnia 2021 pochowany na Cmentarzu Komunalnym w Pile.

## Odznaczenia i wyróżnienia
W 2020 odznaczony Odznaką Honorową TPPW „Wierni Tradycji”. W 2010 wyróżniony wpisem do Księgi Pamiątkowej Miasta Piły.